# Jugador Más Valioso de la Liga de Béisbol Profesional de la República Dominicana
En la Liga de Béisbol Profesional de la República Dominicana, el Jugador Más Valioso, es un honor otorgado anualmente desde la temporada 1977-78 al jugador más sobresaliente en la liga. El primero en conseguirlo fue Carlos Julio Pérez de los Tigres del Licey.
El premio es llamado Felipe Rojas Alou en honor a uno de los miembros del Pabellón de la Fama del Deporte Dominicano y Pabellón de la Fama del Caribe.
Las Águilas Cibaeñas son el equipo con mayor cantidad de jugadores galardonados con un total de 12 jugadores respectivamente. Ronny Simon de los Toros del Este es el actual poseedor del premio.

## Ganadores
| Año | Enlace al artículo de la temporada correspondiente de la Liga de Béisbol Profesional de la República Dominicana |
|     | Indica múltiples ganadores en un mismo año                                                                      |

| Año     | Jugador            | Equipo               | Pos.             |
| ------- | ------------------ | -------------------- | ---------------- |
| 1977-78 | Carlos Julio Pérez | Tigres del Licey     | SP               |
| 1978-79 | Bob Beall          | Águilas Cibaeñas     | 1B               |
| 1979-80 | Jerome Dybzinski   | Tigres del Licey     | SS               |
| 1980-81 | Tony Peña          | Águilas Cibaeñas     | C                |
| 1981-82 | Tony Peña (2)      | Águilas Cibaeñas     | C                |
| 1982-83 | Tony Peña (3)      | Águilas Cibaeñas     | C                |
| 1983-84 | Rufino Linares     | Caimanes del Sur     | RF               |
| 1984-85 | Ken Howell         | Tigres del Licey     | RP               |
| 1985-86 | Rufino Linares (2) | Leones del Escogido  | RF               |
| 1986-87 | Robert Brower      | Azucareros del Este  | RF               |
| 1987-88 | Mark Parent        | Estrellas Orientales | C                |
| 1988-89 | Domingo Michel     | Tigres del Licey     | 1B               |
| 1989-90 | Dave Jansen        | Tigres del Licey     | 3B               |
| 1990-91 | Andújar Cedeño     | Azucareros del Este  | SS               |
| 1991-92 | Luis Mercedes      | Estrellas Orientales | RF               |
| 1992-93 | Tom Marsh          | Águilas Cibaeñas     | 1B               |
| 1993-94 | Gerónimo Berroa    | Leones del Escogido  | RF               |
| 1994-95 | Domingo Martínez   | Águilas Cibaeñas     | 1B               |
| 1995-96 | Sherman Obando     | Águilas Cibaeñas     | RF               |
| 1996-97 | Tony Batista       | Águilas Cibaeñas     | 3B               |
| 1997-98 | José Oliva         | Estrellas Orientales | 3B               |
| 1998-99 | Adrián Beltré      | Águilas Cibaeñas     | 3B               |
| 1999-00 | David Ortiz        | Leones del Escogido  | 1B               |
| 2000-01 | Félix José         | Estrellas Orientales | RF               |
| 2001-02 | Eric Byrnes        | Tigres del Licey     | CF               |
| 2002-03 | Félix José (2)     | Estrellas Orientales | RF               |
| 2003-04 | Julio Ramírez      | Gigantes del Cibao   | CF               |
| 2004-05 | Erick Almonte      | Estrellas Orientales | 1B               |
| 2005-06 | Willis Otáñez      | Tigres del Licey     | 3B               |
| 2006-07 | Erick Almonte (2)  | Gigantes del Cibao   | 1B               |
| 2007-08 | Brayan Peña        | Gigantes del Cibao   | C                |
| 2008-09 | Víctor Díaz        | Águilas Cibaeñas     | 1B               |
| 2009-10 | Juan Francisco     | Gigantes del Cibao   | 3B               |
| 2010-11 | Juan Francisco (2) | Gigantes del Cibao   | 3B               |
| 2011-12 | Joaquín Arias      | Águilas Cibaeñas     | SS               |
| 2012-13 | Héctor Luna        | Águilas Cibaeñas     | 1B               |
| 2013-14 | Gregory Polanco    | Leones del Escogido  | RF               |
| 2014-15 | Marcos Mateo       | Estrellas Orientales | RP               |
| 2015-16 | Tyler White        | Estrellas Orientales | 1B               |
| 2016-17 | Rubén Sosa         | Leones del Escogido  | LF               |
| 2017-18 | Franchy Cordero    | Leones del Escogido  | CF               |
| 2018-19 | Jordany Valdespin  | Toros del Este       | 2B               |
| 2019-20 | Peter O'Brien      | Toros del Este       | LF               |
| 2020-21 | Ronald Guzmán      | Gigantes del Cibao   | 1B               |
| 2021-22 | César Valdez       | Tigres del Licey     | SP               |
| 2022-23 | Ronny Mauricio     | Tigres del Licey     | SS               |
| 2023-24 | Ronny Simon        | Toros del Este       | [cita requerida] |
| 2024-25 | Aderlin Rodríguez  | Águilas Cibaeñas     | 1B               |